# Ровинский, Дмитрий Демидович
Дми́трий Деми́дович (Деоми́дович) Рови́нский (укр. Дмитро Діомидович Ровинський; 8 ноября 1888, Зеньков, Полтавская губерния — 3 ноября 1937, Сандармох, Карельская АССР) — украинский и советский театральный деятель, режиссёр, актёр. Член Центральной рады Украинской Народной Республики.

## Биография
Родился 8 ноября 1888 года (по другим сведениям в 1892 году) в Зенькове Полтавской губернии. По происхождению из мещан.
Профессиональную деятельность начал в передвижных театральных труппах. В 1916—1918 годах работал в Театре Николая Садовского.
В 1917—1918 годах — член Центральной рады Украинской Народной Республики. Входил в состав Украинского генерального военного комитета (УГВК), возглавляемого С. В. Петлюрой, руководил агитационно-образовательным и организационным отделом УГВК.
В 1918—1919 годах — актёр Государственного драматического театра (укр. Державний драматичний театр).
В 1919—1929 годах — режиссёр, директор, директор-уполномоченный Госполитпросвета, художественный руководитель 1-го Украинского государственного драматического театра имени Т. Г. Шевченко (с 1927 года — Днепропетровский драматический театр имени Т. Г. Шевченко). Является одним из основателей театра.
В 1929 году переехал в Ленинград. В 1929—1931 годах — организатор, художественный руководитель и директор Государственного украинского театра «Жовтень» в Ленинграде. В ноябре 1931 года снят с должности директора театра.
Арестован 14 ноября 1931 года. Осуждён 21 марта 1932 года Выездной сессией Коллегии ОГПУ в Ленинграде по статье 58-11 УК РСФСР к 5 годам концлагеря. Отбывал наказание в Свирьлаге, работал заведующим гужтранспортом. 30 ноября 1935 года Народным судом Лодейнопольского района при Свирьлаге по статье 111 УК РСФСР осуждён на 1 год дополнительно («в силу преступной халатности допустил потраву посева»). Переведён на Соловки, содержался на лагпунктах Анзер и Кремль, участвовал в спектаклях в лагерном театре. Особой тройкой Управления НКВД Ленинградской области 9 октября 1937 года приговорён к ВМН. Расстрелян 3 ноября 1937 года в лесном урочище Сандармох. Реабилитирован.

## Творчество

### Режиссёр
- 1920 — «Гайдамаки» Тараса Шевченко в собственной инсценировке
- 1923 (1928, 1931) — «Гайдамаки» Тараса Шевченко в инсценировке Леся Курбаса
- 1931 — «Запорожец за Дунаем» Остапа Вишни
- «Вий» Остапа Вишни (по мотивам произведений Николая Гоголя и Марка Кропивницкого)
- «97» Николая Кулиша
- «Наталка Полтавка» Ивана Котляревского
- «Мандат» Николая Эрдмана
- «Мораль пани Дульской» Габриэли Запольской

### Актёр
- 1936 — «Аристократы» Николая Погодина — Цыган
- «Возчик Геншель» Герхарта Гауптмана — Старый Витиг
- «Лесная песня» Леси Украинки — Перелесник
- «Любовь Яровая» Константина Тренёва — Константин Грозной
- «Ревизор» Николая Гоголя — Осип
- «Сорочинская ярмарка» Михаила Старицкого — Хвенько